# Christian III của Đan Mạch và Na Uy
Christian III (12 tháng 8 năm 1503 - 1 tháng 1 năm 1559) là vua của Đan Mạch từ năm 1534 cho đến khi ông qua đời và là vua Na Uy từ năm 1537 cho đến khi ông qua đời. Trong thời gian cai trị của ông, quan hệ giữa hai phía nhà thờ và vua chúa đã xích gần lại với nhau hơn. Ông cũng là người đưa Giáo hội Luther trở thành quốc giáo của đất nước như là một phần của cuộc cải cách Tin lành.

## Thời thơ ấu
Christian là con trai cả của vị vua tương lai, Frederik I của Đan Mạch, và Anna xứ Brandenburg. Ông sinh ra tại lâu đài Gottorf, lúc này còn nằm ở phía nam Đan Mạch, cũng là nơi mà Frederik I đã chọn làm tư gia cho gia đình ông. Năm 1514, khi Christian chỉ mới mười tuổi, mẹ của nhà vua chết. Bốn năm sau, cha ông tái hôn với Sophie xứ Pommern (1498-1568). Năm 1523, Frederik I được bầu làm vua của Đan Mạch thay cho cháu trai của ông, vua Christian II của Đan Mạch. Việc làm đầu tiên của ông sau khi lên ngôi vua đó là thiết lập quyền lực của mình tại Kopenhagen, nơi đang của giam giữ vị vua cũ Christian II. Là công tước của các lãnh địa Holstein và Schleswig từ năm 1526, và phó vương của Na Uy từ năm 1529, Christian III đã cho thấy được phần nào năng lực cai trị của mình.

## Quan điểm tôn giáo
Wolfgang von Utenhof (khoảng 1495 – 1542), người thầy đầu tiên của Christian, cùng một người thầy khác theo đạo Luther đã dạy ông là Johan Rantzau, người cũng là một vị tướng, là hai người Đan Mạch hưởng ứng nhiệt liệt các cải cánh tôn giáo của Martin Luther. Hai người đồng thời cũng sẽ là người mang có ảnh hưởng tôn giáo mạnh mẽ đến vị vua trẻ tương lai này. Sau khi tham dự Hội đồng Worn năm 1529 và bày tỏ việc ủng hộ quan điểm của Luther, ông đã cố gắng hết sức trong việc truyền bá các luận điểm tiến bộ trên khi về nước, mặc cho sự phản đối của các giám mục địa phương. Ông còn ban hành Pháp lệnh Nhà thờ năm 1528, theo đó Giáo hội Luther trở thành tôn giáo chính thức của các tín đồ của giáo phận Schleswig-Holstein. Tuy vậy, những điều này sẽ sớm gây nên xung đột với những người ủng hộ Công giáo tại Đan Mạch.

## Cai trị đất nước
Sau cái chết của Frederik I năm 1533, Christian tuyến bố ngôi vua từ Rye, một thị trấn phía Đông Jylland, Đan Mạch. Hội đồng cơ mật của hoàng gia Đan Mạch, còn được gọi với cái tên Rigsrådet, phản đối việc lên ngôi vua của ông và đưa Bá tước Chistopher xứ Oldenburg lên ngôi, với mong muốn khôi phục ngôi vua cho Christan II. Ông này trên thực tế ủng hộ cả Công giáo lẫn các giáo lý của Luther, nhưng các cải cách của ông còn tương đối thận trọng và dè dặt (có lẽ là vì tình hình chung của Đan Mạch lúc ông trị vì cũng không thực sự ổn định). Vị Bá tước Chistopher tự mình tuyên bố là người nhiếp chính của vương quốc để công khai đối đầu với vị vua trẻ. Điều này đã dẫn đến cuộc nội chiến hai năm tại Đan Mạch mang tên Sự trả thù của Bá tước (Tiếng Anh: Count's Feud)

### Nội chiến tại Đan Mạch (Chiến tranh của Bá tước hay Sự trả thù của Bá tước)
Bài chi tiết: Sự trả thù của Bá tước

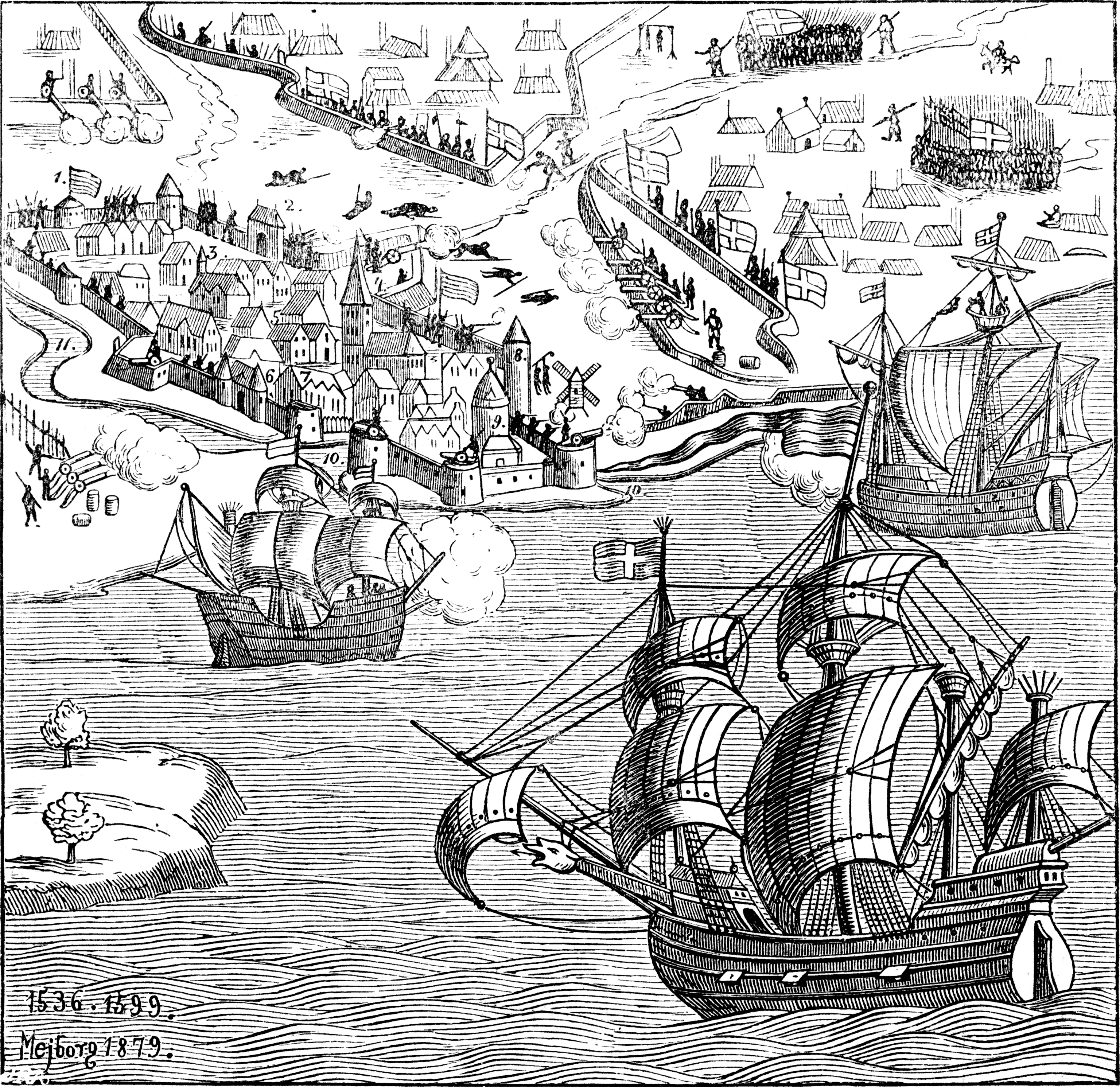
Cuộc vây hãm Copenhagen (tháng 6 năm 1535). Tranh gỗ khắc năm 1879

Tình thế cho Christian III tương đối bất lợi khi cuộc chiến nổ ra. Các lực lương trung thành với vua Christian II kiểm soát một vài các thành phố chính và một số hải đảo Đan Mạch,công thêm một số lãnh thổ ở Thụy Điển với lực lượng của mình cùng một vài các thành bang Bắc Đức như Mecklenburg và Oldenburg. Quân đội của thành phố tự do Lübeck (thuộc Liên minh Hanse) cũng góp quân tham gia cuộc chiến. Chiến tranh chính thức bùng nổ với cuộc khởi nghĩa nông dân ở miền Bắc Jutland do Skipper Clement, một thủ hạ dưới trướng Christopher xúi giục. Các lực lương quý tộc theo Tin lành của Jutland đối đầu với quân nổi loạn và bại trận tại Svenstrup vào ngày 16 tháng 10 năm 1534. Cùng thời gian mà các trận chiến ở Bắc Jutland diễn ra, Christian III đàm phán và loại thành công Lübeck ra khỏi cuộc chiến. Các lực lượng vua chúa trung thành với vị vua trẻ, dưới sự chỉ huy của Johan Rantzau, đánh bật quân khởi nghĩa sau quá trình truy đuổi và vây thành Ålborg, thủ phủ của quân khởi nghĩa. Thủ lĩnh của cuộc khởi nghĩa, Skipper Clement, trốn thoát thất bại vào ngày hôm sau và bị xử chém đầu vào năm 1536.
Sau khi thanh toán xong các lực lượng ở đất liền Đan Mạch, Scania và Halland (Nam Thụy Điển ngày nay) trở thành mục tiêu tiếp theo của các lực lượng theo Tin lành. Các lực lượng Thụy Điển dưới quyền Gustav I được nhà vua Đan Mạch nhờ giúp tấn công các lực lương nông dân ở trên phần lãnh thổ này. Đến tháng 1 năm 1535 thì thành trì cuối cùng còn chống cự của khu vực là lâu đài Helsingborg đầu hàng và thành bị san phẳng ngay sau đó.

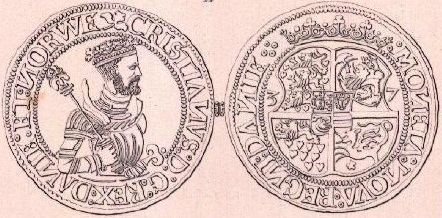
Đồng Rigsdaler Đan Mạch đúc năm 1537, dưới thời vua Christian III. Mặt sau đồng tiền có in hình huy hiệu của nhà vua.

Rantzau sau đó đưa các lực lượng Tin lành của mình tới Funen và đánh thắng trận quyết định với các lực lượng Công giáo do chính Chirstopher chỉ huy tại Øksnebjerg (Funen) vào tháng 6 năm 1535. Malmø và Copenhagen là những thành trì cuối cùng còn chống cự, đến tận tháng 7 năm 1536 mới chịu đầu hàng.

### Thời hậu chiến

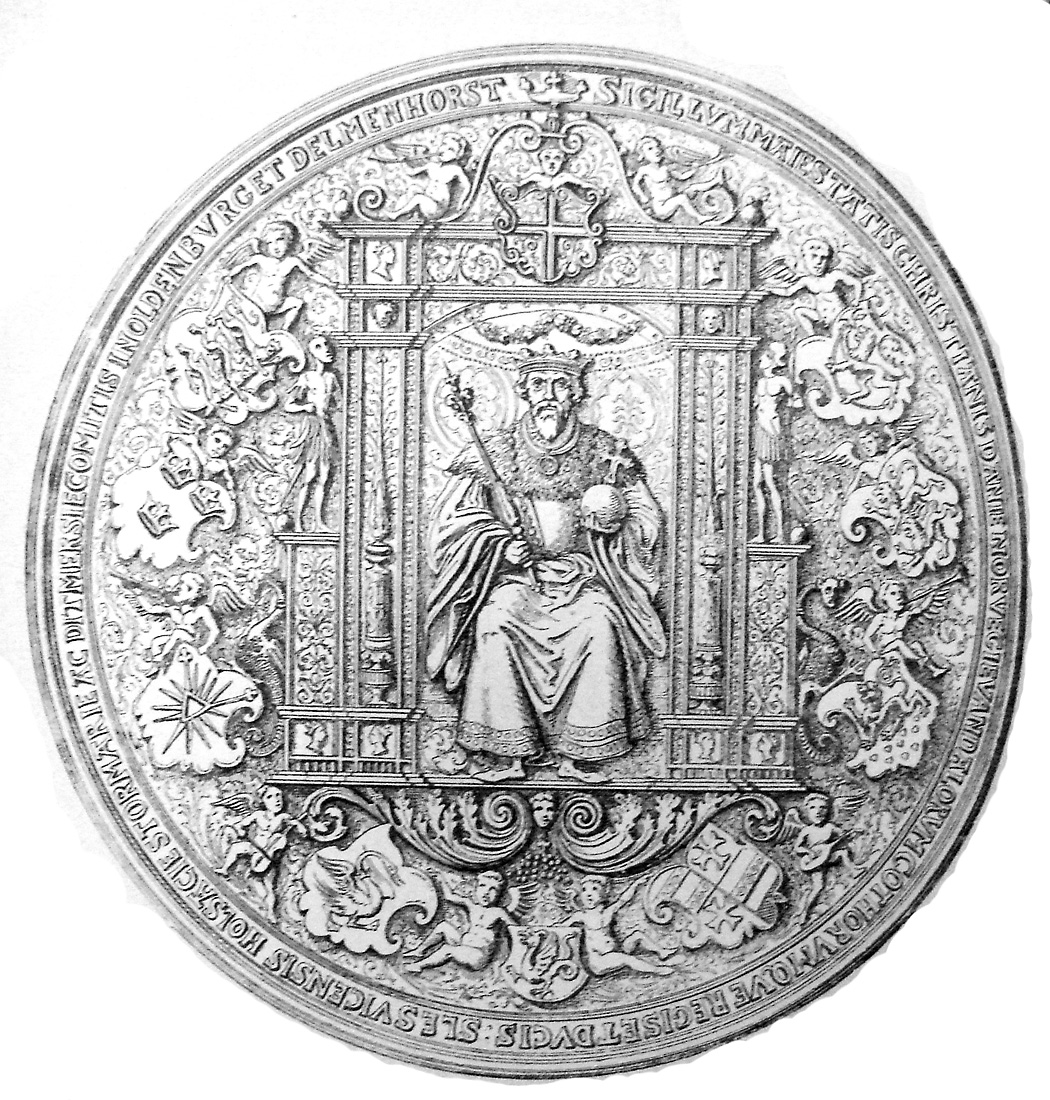
Huy hiệu của vua Christian III.

Sau cuộc chiến, việc khôi phục lòng tin giữa nhà vua và người dân Đan Mạch gặp khá nhiều khó khăn, có lẽ vì việc sử dụng các lực lượng chư hầu Đức trong cuộc chiến trước đó. Các lực lượng chư hầu của người Đức tham chiến không chỉ giúp Christian III mà còn có ý đồ kiểm soát chính trị Đan Mạch. Sáu năm đầu cai trị của nhà vua Christian III chứng kiến sự tranh giành quyền lực giữa các Rigsraadet người Đan Mạch và các cố vấn nhà vua người Đức, cả hai đều muốn tìm các kiểm soát quyền lực của mình bằng việc lợi dụng nhà vua. Và dù bên phía Đan Mạch rõ là chiến thắng ngay từ đầu, quyền lực của các cố vấn người Đức rõ ràng vẫn còn sức ảnh hưởng đáng kể về chính trị với nhà vua trong thời kỳ đầu cai trị.
Chiến thắng của phe Tin lành không có nghĩa là sự kết thúc hoàn toàn cho Công giáo Đan Mạch. Hội đồng Cơ mật trên thực tế vẫn chủ yếu là các thành viên theo Công giáo. Ngày 12 tháng 8 năm 1536, các thủ hạ người Đức của Christian III được lệnh của chính ông này bắt giữ ba giám mục trong Hội đồng Cơ mật của Đan Mạch. Chiến phí trong Cuộc chiến của Bá tước quá lớn buộc Christian bán đất nhà thờ để có tiền trả.
Những chính sách lớn về tôn giáo của ông đã tạo tiền đề để Giáo hội Luther là tôn giáo chính của Giáo hội Đan Mạch. Điều này được chính thức hiện thực hóa vào ngày 30 tháng 10 năm 1536,khi Hội đồng Cơ mật thông qua Pháp lệnh Tin lành do nhà thần học người Đức Johannes Bugenhagen đề xướng. Pháp lệnh quy định khái quát về nhiều vấn đề như việc tổ chức, phụng vụ cũng như thực hành những lễ nghi tôn giáo. Các tu viện bị đóng cửa, nữ tu và linh mục bị buộc phải ngừng các hoạt động thờ phụng, còn tài sản của nhà thờ bị sung công cho Hoàng thất Đan Mạch. Nhiều vùng đất rộng lớn đã được nhà vua ban thưởng cho những người ủng hộ ông, còn đất thuộc sở hữu của hoàng gia đã nhanh chóng được mở rộng từ một phần sáu trước khi cải cách tôn giáo lên 60% sau cải cách tôn giáo.

### Những năm cai trị kế tiếp

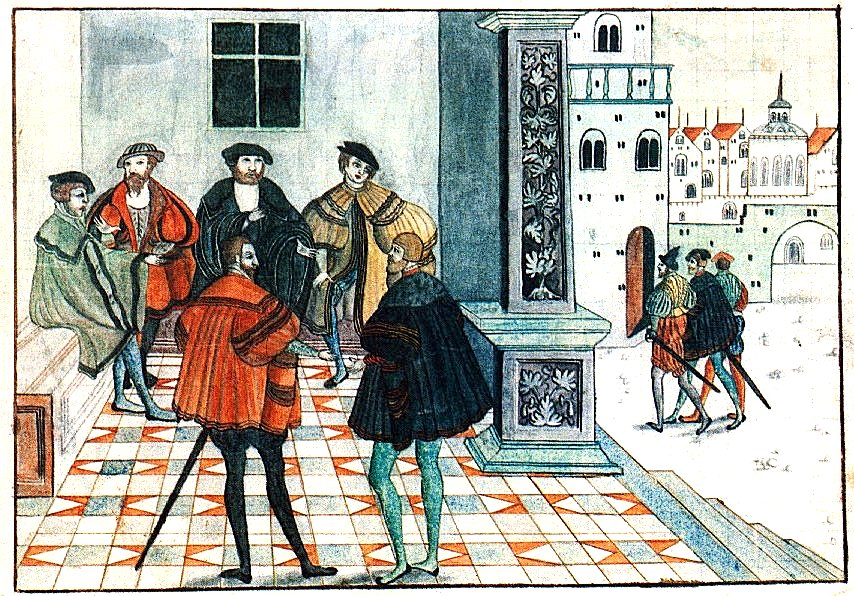
Hòa ước Brömsebro thứ nhất: Gustav I của Thụy Điển gặp gỡ Christian III tại Brömsebro năm 1541. Tranh màu nước phục dựng từ các bức tranh đã mất trong thời kỳ mà Gustav I trị vì.

Những mối đe dọa tăng lên từ đế quốc La Mã thần thánh và những người thân thích còn sống của Christian II buộc Christian III phải xoa dịu các mâu thuẫn giữa mình và các quý tộc Đan Mạch. Tại Tòa án tối cao (Herredag) của Copenhagen năm 1542, giới quý tộc Đan Mạch tuyên bố với nhà vua rằng họ sẽ trích một phần mười hai trên tổng toàn bộ tài sản của mình để trả chiến phí cho lính đánh thuê người Đức mà ông đã dùng trong Chiến tranh của Bá tước. Để đối phó với Karl V của Thánh chế La Mã, Christian III chủ trương liên minh với các hoàng tử Tin lành để chống lại Karl, vốn là người có tư tưởng chống Kháng Cách. Sự thù địch của Christian còn được tăng thêm khi nhà vua của Đế quốc La mã Thần thánh hỗ trợ cho các cháu gái của mình, đồng thời cũng là con gái của Christian II là Dothoea và Christina lên cai trị Đan Mạch (kế hoạch này thất bại). Do đó, Đan Mạch tuyến chiến với Charles V năm 1542, và dù các đồng minh Đức của nhà vua Đan Mạch có không đáng tin cậy đi chăng nữa, việc khóa Eo biển Đan Mạch gần thủ đô Copenhagen để ngăn chặn thuyền của Hà Lan,lúc này còn thuộc nhà Habsburg, vẫn có thể buộc Charles phải ngồi vào bàn đàm phán và kí hòa ước tại Speyer vào ngày 23 tháng 5 năm 1544.

### Phân chia cai trị các công quốc Holstein and Schleswig
Cho đến khi hòa bình với Karl được ký kết, Christian III vẫn thống trị các Công quốc xứ Holstein và Schleswig cùng của những người anh em cùng cha khác mẹ của mình là John Già và Adolf. Họ cùng quyết định rằng người em trai và cũng là em út Frederick sẽ làm quản lý giáo phận của một thành bang của giáo hội trong Thánh chế quốc La Mã.
Năm 1544, ba anh em bắt đầu phân chia các Công quốc trên. Cụ thể, sau khi ba anh em đàm phán với Hội đồng ba đẳng cấp của các Công quốc này, họ chia các vùng này thành ba phần khác nhau, có quyền quản lý đất đai riêng trên lãnh thổ mình cai trị, thu thuế chung và sau đó thì phân ra riêng cho đều cho ba người. Các hội đồng giai cấp của từng khu vực thì phân chia một cách riêng rẽ thành nhiều các nhóm chính trị khác nhau lên nhau. Điều này trên lý thuyết ngăn chặn sự phân chia các công quốc mới khi xảy ra các vấn đề nội bộ của các vùng này.

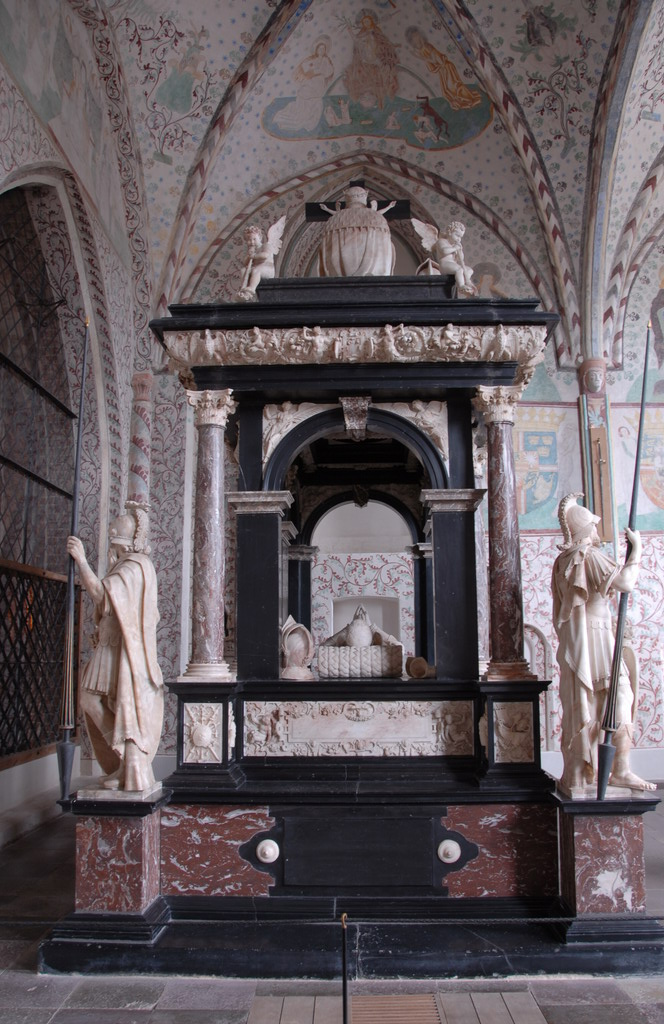
Các nét kiến trúc Gothic trên lăng mộ của Christian III và Frederick II

### Những năm cuối trên ngai vàng
Các chính sách đối ngoại những năm cuối cai trị của ông chủ yếu là việc điều chỉnh một số điều của Hòa ước Speyer (1544), thận trọng tránh bất kỳ các sự can thiệp vào nước ngoài không cần thiết (kể cả chiến tranh Schmalkaldic của những hoàng tử Tin lành tại Đức năm 1546), làm trung gian giữa Hoàng đế Đức và tuyển đế hầu của xứ Sachsen sau trận Sievershausen năm 1553. Năm 1549, ông bắt đầu xây dựng khu Thành cổ Landskrona. Ông cũng xây dựng lại lâu đài Sønderborg, chuyển đổi nó từ một pháo đài thời trung cổ cũ kỹ thành một lâu đài bốn cánh theo lối Kiến trúc phục hưng mới, vào khoảng giữa năm 1549 và 1557. Vào tháng 2 năm 1555, nhà vua đã can thiệp giải cứu thành công cho dịch giả Kinh Thánh tiếng Anh và Giám mục xứ Exeter là Miles Coverdale (1488 - 1569), người đã bị Nữ hoàng Mary I của Anh giam cầm hai năm rưỡi trước đó. Coverdale sau đó được thả ra và được cho phép rời khỏi Anh.
Vua Christian III mất đúng vào ngày Tết Dương lịch năm 1559 tại Koldinghus và chôn cất trong một lăng mộ được thợ điêu khắc người Flemish là Cornelis Floris de Vriendt thiết kế.

## Tưởng niệm
Năm 1579, vua Frederick II ủy thác cho các nghệ sĩ Hà Lan dựng một đài tưởng niệm về ông tại Nhà thờ Roskilde.
Vua Christian III của Đan Mạch đã được đặt hòn đá danh dự tại Đại lộ Danh vọng tại Landskrona mà Vua Thụy Điển Carl XVI Gustaf đã khánh thành vào năm 2013.

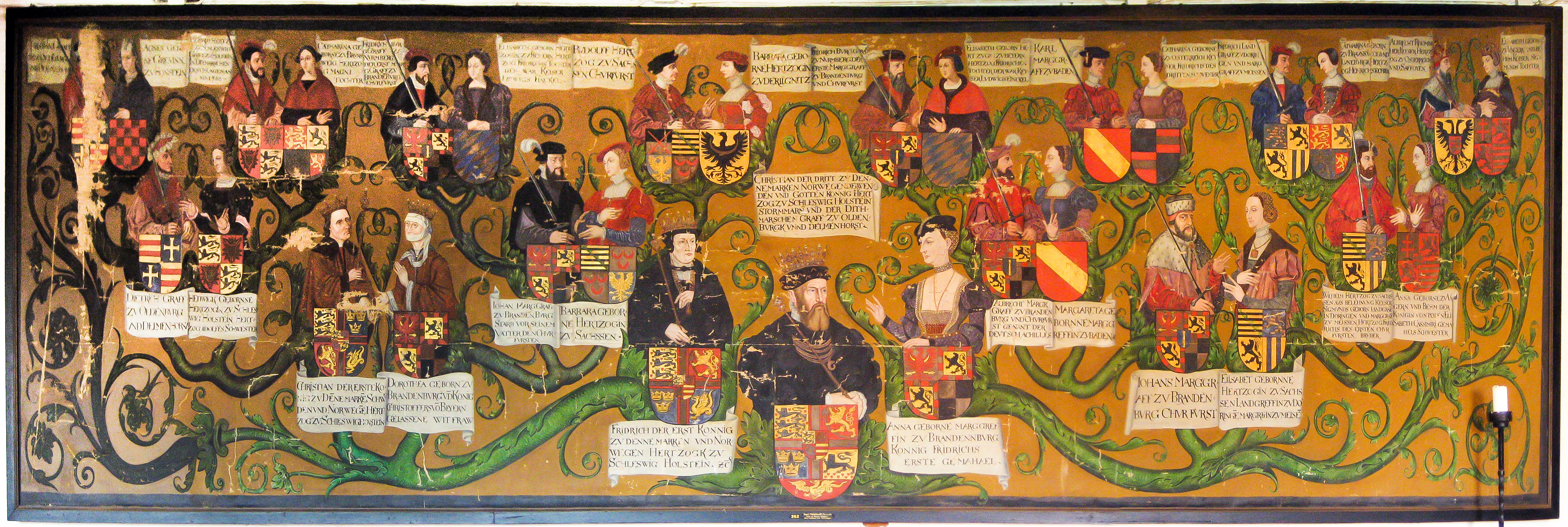
Phả hệ của vua Christian III tại lâu đài Nyborg.

## Hậu duệ
Vào ngày 29 tháng 10 năm 1525, tại lâu đài Lauenburg (nay thuộc phía Nam bang Schleswig-Holstein của Đức),Christian III của Đan Mạch cưới Dorothea xứ Saxe-Lauenburg. Bà là con của Magnus I xứ Saxe-Lauenburg và Catherine xứ Brunswick-Wolfenbüttel. Cùng với chồng mình Christian, Dorothea có năm người con:
| Tên                                                 | Chân dung   | Năm sinh - năm mất                                   | Ghi chú                                                                                                  |
| --------------------------------------------------- | ----------- | ---------------------------------------------------- | --- |
| Anna của Đan Mạch, Nữ tuyển hầu tước của Sachsen    | không khung | 22 tháng 11 năm 1532 - 1 tháng 10 năm 1585 (52 tuổi) | Cưới Augustus, Tuyển hầu tước xứ Saxony.                                                                 |
| Frederik II của Đan Mạch                            | không khung | 1 tháng 7 năm 1534 - 4 tháng 4 năm 1588 (53 tuổi)    | Kế nhiệm cha làm vua của Đan Mạch và Na Uy.                                                              |
| Magnus, Công tước xứ Holstein                       | không khung | 5 tháng 9 năm 1540 - 28 tháng 3 năm 1583 (42 tuổi)   | Trở thành Công tước xứ Holstein và sau này là Vua trên Danh nghĩa của Livonia.                           |
| John II, Công tước xứ Schleswig-Holstein-Sonderburg | không khung | 25 tháng 3 năm 1545 - 9 tháng 10 năm 1622 (77 tuổi)  | Công tước xứ Schleswig-Holstein-Sonderburg.                                                              |
| Dorothea, Nữ Công tước xứ Brunswick-Lüneburg        | không khung | 29 tháng 6 năm 1546 - 6 tháng 1 năm 1617 (70 tuổi)   | Cưới William Trẻ, Công tước xứ Brunswick-Lüneburg và là mẹ của George, Công tước xứ Brunswick-Calenberg. |